# British Hockey League
La British Hockey League est une ligue de hockey sur glace qui a existé au Royaume-Uni de 1982 à 1996.

## Historique
En 1982, la British Hockey League nait de la fusion entre la Inter-City League et la English League North anglaises et de la Northern League en Écosse. 
En 1996, elle est remplacée par la Ice Hockey Superleague.

## Palmarès

### Premier Division
- 1982-83 - Dundee Rockets (Section A), Durham Wasps (Section B), Altricham Aces (Section C)
- 1983-84 - Dundee Rockets
- 1984-85 - Durham Wasps
- 1985-86 - Durham Wasps
- 1986-87 - Murrayfield Racers
- 1987-88 - Murrayfield Racers
- 1988-89 - Durham Wasps
- 1989-90 - Cardiff Devils
- 1990-91 - Durham Wasps
- 1991-92 - Durham Wasps
- 1992-93 - Cardiff Devils
- 1993-94 - Cardiff Devils
- 1994-95 - Sheffield Steelers
- 1995-96 - Sheffield Steelers

### Division One
- 1986-87 - Peterborough Pirates
- 1987-88 - Cleveland Bombers (Nord), Telford Tigers (Sud)
- 1988-89 - Cardiff Devils
- 1989-90 - Slough Jets
- 1990-91 - Humberside Seahawks
- 1991-92 - Fife Flyers
- 1992-93 - Basingstoke Beavers
- 1993-94 - Milton Keynes Kings (Nord), Slough Jets (Sud)
- 1994-95 - Slough Jets
- 1995-96 - Manchester Storm

### English Division One
- 1987-88 - Romford Raiders
- 1988-89 - Humberside Seahawks
- 1989-90 - Bracknell Bees
- 1990-91 - Milton Keynes Kings
- 1991-92 - Medway Beats